# Vakhtang Balavadze
Vakhtang Balavadze (né le 20 novembre 1927 à Samtredia (Géorgie) et mort le 25 juillet 2018) est un lutteur soviétique puis géorgien spécialiste de la lutte libre.

## Carrière
Il a participé aux jeux olympiques de 1956 et 1960 et a remporté une médaille de bronze en 1956. Il a remporté le titre mondial en 1954 et 1957, et a été vice-champion en 1959. Au niveau national, Balavadze a remporté le titre soviétique en 1952-55 et 1957, se classant deuxième en 1956 et 1959. Il s'est retiré de la compétition après les Jeux olympiques de 1960 pour devenir un entraîneur de lutte et un arbitre. Balavadze est décédé le 25 juillet 2018 à l'âge de 90 ans.

## Palmarès

### Jeux olympiques
- Jeux olympiques de 1956 à Melbourne,  Australie
  -  Médaille de bronze.